# Pleurothallis mantiquyrana
Pleurothallis mantiquyrana är en orkidéart som beskrevs av João Barbosa Rodrigues. Pleurothallis mantiquyrana ingår i släktet Pleurothallis och familjen orkidéer. Inga underarter finns listade i Catalogue of Life.

## Bildgalleri

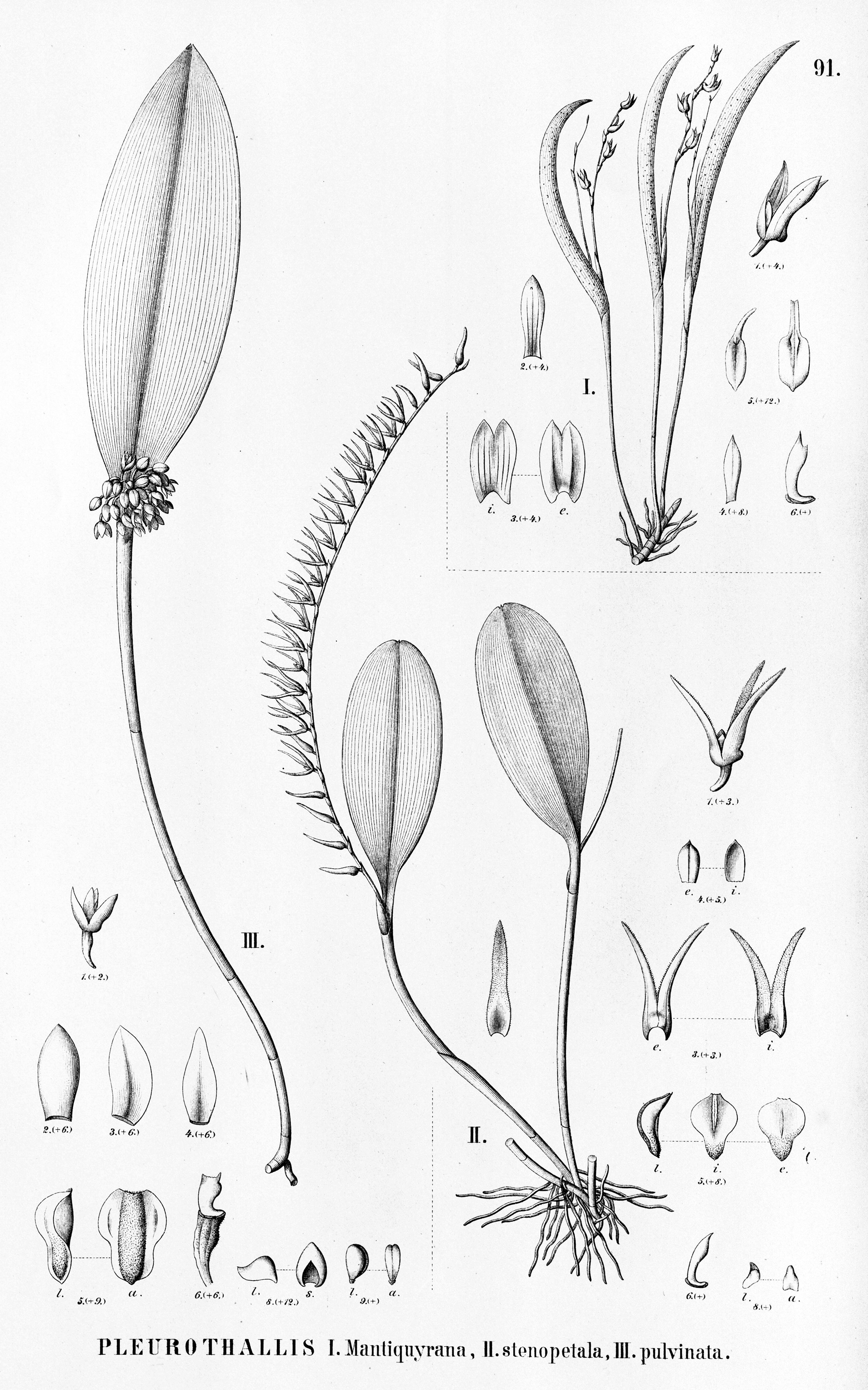